# Test dell'anatra

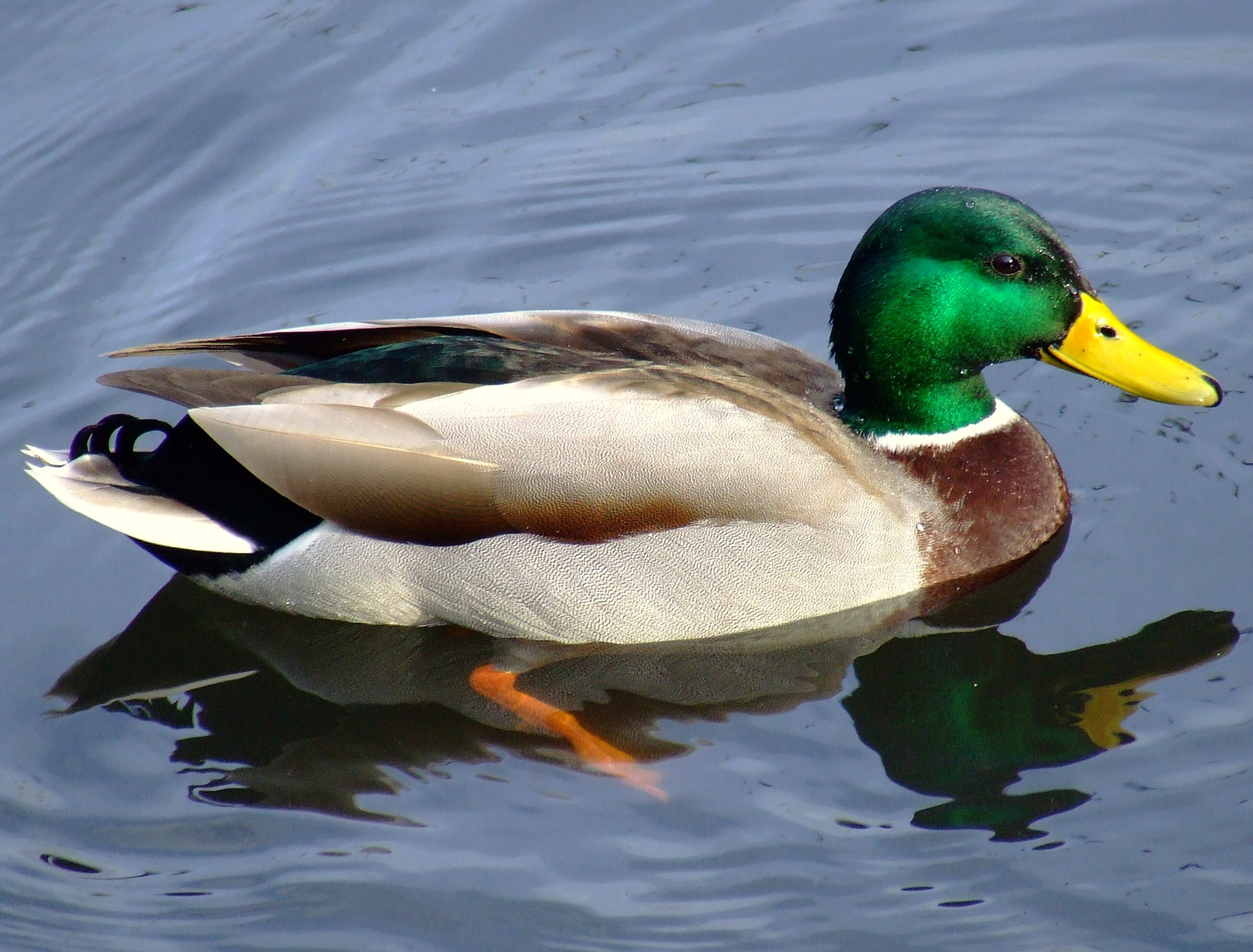
Un'anatra (un germano reale per la precisione)

Con test dell'anatra o duck test si indica in modo umoristico una forma di ragionamento abduttivo. La proposizione più comune attraverso cui è espresso è la seguente:
Conseguenza logica del test è che una persona può identificare un soggetto sconosciuto osservandone le caratteristiche abituali. È a volte utilizzato per controargomentare considerazioni ermetiche ed astruse che vorrebbero dimostrare che qualcosa non è ciò che appare.

## Origine del termine
Il termine ebbe notorietà negli Stati Uniti quando Richard Cunningham Patterson Jr., ambasciatore degli Stati Uniti in Guatemala durante la Guerra fredda, lo utilizzò nel 1950 nel formulare l'accusa di Comunismo nei confronti del governo di Jacobo Arbenz Guzmán. Patterson spiegò le sue ragioni come segue:
(Richard Cunningham Patterson Jr.)
Nel 1964 il cardinale Richard James Cushing fece ricorso al duck test con riferimento a Fidel Castro:
(Richard James Cushing)

## Nella cultura di massa
L'argomentazione logica è stata spesso citata con intenti umoristici.
Nel 1960 l'attore Michel Audiard in una battuta del film Gli allegri veterani (Les Vieux de la vieille) del regista Gilles Grangier:
(Michel Audiard, Gli allegri veterani)

Nel 1987 lo scrittore Douglas Adams cita con una parodia il test nel suo romanzo Dirk Gently. Agenzia di investigazione olistica:
(Douglas Adams, Dirk Gently. Agenzia di investigazione olistica, traduzione di Andrea Buzzi)